# Bakchich
Cette page contient des caractères spéciaux ou non latins. S’ils s’affichent mal (▯, ?, etc.), consultez la page d’aide Unicode.
Pour les articles homonymes, voir Bakchich (homonymie).
Bakchich est un terme utilisé en français pour décrire certaines formes de corruption par pot-de-vin. 
Son autre signification originelle de don charitable (au Moyen-Orient et en Asie du Sud-Ouest) n'est pas utilisée en français.

## Origines
Le mot bakchich trouve son origine dans le mot persan bakhchich (بخشش) d'origine pahlavi, qui signifie « don » passé à l'arabe (بقشيـش) baqšīš, puis au turc. Cette langue a utilisé la même racine pour produire deux mots différents : bağış (le « don ») et bahşiş (le « pourboire; pot-de-vin »). Bakchich est l'un des nombreux mots persans qui a migré vers l'est grâce au commerce et à l'empire moghol.

## Types de bakchich
1. Charité envers les mendiants.  Au Pakistan, les mendiants demandent l'aumône en disant « bakchich, baba! ».
2. Pourboire. Ceci n'a aucun rapport avec le principe occidental consistant à donner par exemple un pourboire à un serveur. Il s'agit plutôt d'un signe de gratitude, respect ou vénération. Dans le monde musulman, le donneur d'offrandes, en pratiquant le don, respecte le mendiant pour lui avoir permis de gagner du mérite.Une offrande aux dieux peut être considérée comme un bakchich. Un fakir peut également demander un bakchich sans aucune pensée de mendicité.
3. Pot-de-vin. Par exemple, si un policier vous prend en flagrant délit, vous aurez le choix entre aller en prison ou payer un bakchich.

## Utilisation européenne
Ce mot a également migré vers l'ouest.  En serbe, roumain, albanais, et macédonien ainsi qu'en bulgare бакшиш signifie « pourboire » dans son sens conventionnel. En grec, μπαξίσι (baksisi) peut avoir le sens général de don. En  français, le mot de bakchich et, en allemand, le mot de bakschisch signifient « pot-de-vin de petite somme ».